# Norman Dyhrenfurth

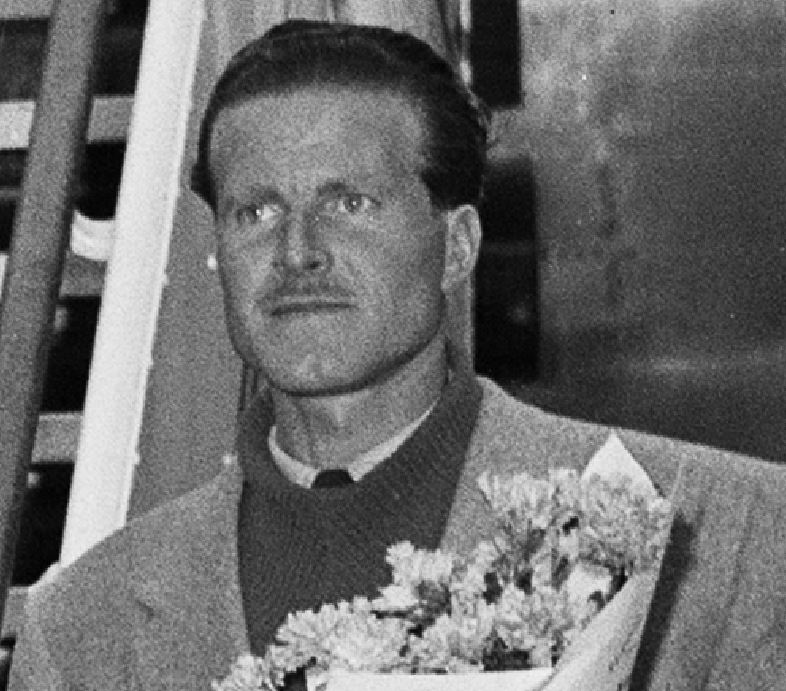
Schweizerische Himalayaexpedition Herbst 1952

Norman Günter Dyhrenfurth (* 7. Mai 1918 in Breslau; † 24. September 2017 in Salzburg) war ein US-amerikanisch-schweizerischer Bergsteiger, Expeditionsleiter, Kameramann und Regisseur. Sein größtes Verdienst war die Leitung der amerikanischen Mount-Everest-Expedition 1963.

## Leben
Norman Günter Dyhrenfurth war der Sohn des Geologen und Himalaya-Expeditionsleiters Günter Oskar Dyhrenfurth (1886–1975) und der Bergsteigerin Hettie Dyhrenfurth (1892–1972), die nach der Besteigung des Sia Kangri mit 7.315 Metern 20 Jahre lang den Höhenrekord für Frauen hielt. Sein Vater hatte nach der Machtergreifung der Nationalsozialisten seine Professur in Breslau niedergelegt und sich mit seiner Familie in der Schweiz niedergelassen.
Hettie Dyhrenfurth wanderte 1937 in die USA aus, wohin ihr der damals 19-jährige Norman folgte. Norman, der mit seinem Vater vor seiner Abreise in die USA noch den Mont Blanc und andere Alpengipfel bestiegen hatte, arbeitete in Amerika als Skilehrer, Bergführer und Kameramann. Schon sein Vater hatte seine Himalaya-Expeditionen durch Filme finanziert und das Interesse seines Sohnes am Filmen geweckt.
Im Zweiten Weltkrieg nahm Norman Dyhrenfurth auf Seiten der amerikanischen Truppen am Kampf um die Aleuten teil. Nach dem Krieg wurde er Leiter einer Filmproduktionsgesellschaft und erhielt die Berufung als Lektor an die University of California in Los Angeles, wo er schließlich Leiter der UCLA Film School wurde. In dieser Position kam er mit vielen berühmten Regisseuren wie Alfred Hitchcock und Fred Zinnemann in Kontakt.

## Himalaya-Expeditionen
Durch die Vermittlung seines Vaters wurde Dyhrenfurth Mitglied der zweiten Schweizer Mount-Everest-Expedition 1952. Im letzten Moment schloss er sich der Expedition als Kameramann an. Er erreichte die Expedition erst, als sie bereits auf dem Khumbu-Gletscher ein Lager errichtet hatte. Er konnte sich nur langsam akklimatisieren und litt unter einer Erkältung. Dennoch konnte er eindrucksvolle Panoramaaufnahmen zum Expeditionsfilm beisteuern. Die Schweizer konnten den Gipfel nicht erreichen, legten jedoch mit ihrer Expedition die Grundlage für die Erstbesteigung durch Edmund Hillary und Tenzing Norgay im folgenden Jahr. Nach der Rückkehr in die USA legte Norman Dyhrenfurth die Leitung der UCLA Film School nieder, um sich nur noch dem Himalaya zu widmen.
Im Jahre 1955 leitete er eine Internationale Himalaya-Expedition zum Lhotse. 1958 war er stellvertretender Leiter einer wissenschaftlichen Gruppe auf der Suche nach dem „Yeti“. 1960 ging er als Kameramann mit einem Schweizer Bergsteigerteam zum Dhaulagiri, dessen Erstbesteigung bei dieser Expedition gelang.
Für das Jahr 1963 überzeugte er die National Geographic Society, die American Mount Everest Expedition zu finanzieren. Er bekam den Auftrag, diese Expedition zu leiten. Mit Inseraten in Magazinen amerikanischer Bergsteigervereine suchte er nach Teilnehmern. Zahlreiche Wissenschaftler schlossen sich der Expedition an, darunter ein Soziologe und ein Psychologe, die im Auftrag der NASA die Reaktion und die Zusammenarbeit der Gruppe unter Stressbedingungen untersuchten. Für die NASA waren die Ergebnisse in der Vorbereitung des Apollo-Programms zur ersten Mondlandung wichtig. Finanziert wurde die Expedition durch Fundraising. „Eine halbe Million Dollar habe ich zusammengebracht“, erzählte Dyhrenfurth in einem Interview mit der Neuen Zürcher Zeitung.
Bei dieser Expedition gelang James Whittaker als erstem Amerikaner die Everest-Besteigung. Gemeinsam mit dem Sherpa Nawang Gombu, dem Neffen von Tenzing Norgay, erreichte er den Gipfel über die 1952 von den Schweizern geplante und 1953 von den Erstbesteigern begangene Route über den Südostgrat. Drei Wochen später bewerkstelligten zwei weitere Seilschaften die Besteigung des Mount Everest über verschiedene Routen. Tom Hornbein und Willi Unsoeld folgten dem Westgrat, mussten dann aber in die Nordwand ausweichen und stiegen in der seither „Hornbein-Couloir“ genannten Schlucht zum Gipfel. „Als ich Tom Hornbein vor der Expedition in San Diego besuchte, erwähnte ich meinen Traum, den Mount Everest zu überschreiten. Anfänglich war Tom skeptisch, aber im Lauf der Zeit wurde er zu einem Westgrat-Fanatiker, der am liebsten die Route über den Südsattel aufgegeben hätte“, erzählte Norman Dyhrenfurth in einem Interview mit der Neuen Zürcher Zeitung. Hornbein und Unsoeld führten dann die erste Überschreitung des Mount Everest durch und folgten dem auf der Standardsüdroute angestiegenen Team beim Abstieg. Diese Überschreitung war zugleich die erste Überschreitung eines Achttausenders überhaupt. „Sie haben etwas vollkommen Wahnwitziges gemacht“, kommentierte das die Himalaya-Chronistin Elizabeth Hawley 50 Jahre nach dem Ereignis in der Frankfurter Allgemeinen Zeitung.
Dyhrenfurth und die Mitglieder seiner Mannschaft erhielten nach ihrer Rückkehr bei einem Empfang im Weißen Haus von Präsident John F. Kennedy die selten verliehene Hubbard-Medaille der National Geographic Society. Dyhrenfurth setzte sich dabei auch erfolgreich für die Auszeichnung der Sherpa im Expeditionsteam ein.
1971 organisierte Dyhrenfurth eine weitere Expedition zum Mount Everest. Wie sein Vater, der im Namen des Völkerbundes Bergsteiger in den Himalaya geführt hatte, wollte er eine internationale Gruppe ohne Nationalitätenstreit auf dem Everest versammeln. Dreißig Bergsteiger aus dreizehn verschiedenen Nationen nahmen daran teil, darunter Chris Bonington, Don Whillans, Dougal Haston, Naomi Uemura, Toni Hiebeler, die Österreicher Wolfgang Axt und Leo Schlömmer und die vier „Latins“ aus romanischsprachigen Ländern, der französische Parlamentsabgeordnete Pierre Mazeaud, der Italiener Carlo Mauri und das Genfer Ehepaar Yvette und Michel Vaucher.
Aber die Expedition stand unter keinem guten Stern. „Wie Primadonnen“ – so bezeichnete Chris Bonington später die Kollegen – reisten die prominenten Bergsteiger an. Mazeaud und Mauri hatten vor allem das Ziel, als erster Mensch ihrer Nation auf dem Gipfel zu stehen, ebenso Yvette Vaucher als erste Frau. Demgegenüber war der Gipfel von Briten, US-Amerikanern und Japanern bereits bestiegen worden, so dass deren und Dyhrenfurths Interesse den schwierigeren Routen über den Westgrat und die Südwestflanke galt. Die von Axt, der Vegetarier war, organisierte Nahrung stieß bei den anderen Bergsteigern auf wenig Gegenliebe. Bonington, der als Führungsfigur vorgesehen war, zog sich schon in der Planungsphase zurück, weil er Bedenken hatte, dass seine eigene Autorität bei Bergsteigern dieses Kalibers und Selbstbewusstseins nicht ausreichen würde. Er reiste dann zwar doch an, kurze Zeit danach aber gleich wieder ab, weil sich seine Vorahnung zu bestätigen schien. Später erfror der Inder Harsh Bahuguna am Anfang einer zehntägigen Schlechtwetterperiode im Schneesturm. Eine Abstimmung über das weitere Vorgehen wurde dadurch zu Ungunsten der „Latins“ manipuliert, dass die üblicherweise nicht stimmberechtigten Sherpas miteinbezogen wurden, die ein Umplanen von den bereits angelegten Routen auf die Normalroute durch den zwar technisch leichteren, aber objektiv gefährlichen Khumbu-Eisbruch ablehnten. Mazeaud weigerte sich, sich am Tragen des Gepäcks von Angelsachsen und Japanern zu beteiligen, und bezeichnete dieses Ansinnen als Beleidigung für Frankreich. Yvette Vaucher bewarf Dyhrenfurth mit Schneebällen und bezeichnete ihn als „Salaud“ (Dreckskerl). Schließlich kulminierte eine erregte Auseinandersetzung im Basislager in dem Ausspruch „Fuck off, Mazeaud“ des Briten James Roberts. Am Tag nach diesem Eklat verließen die vier „Latins“ die Expedition. Nach einem weiteren vergeblichen Versuch über die Südwestflanke brach Dyhrenfurth die Expedition schließlich vorzeitig ab.
Später drehte er preisgekrönte Dokumentarfilme über Tibet und Buddhismus sowie Bergfilme wie Am Rande des Abgrunds (Five Days One Summer) mit Sean Connery unter der Regie von Fred Zinnemann und Im Auftrag des Drachen (The Eiger Sanction) unter Mitwirkung und Regie von Clint Eastwood.

## Filme
- André Roth, Norman Dyhrenfurth et al.: Mount Everest 1952. Condor Film SA, Zürich 1952[5]
- Andreas Nickel und Jürgen Czwienk: Zum dritten Pol. Dokumentarfilm über die Familie Dyhrenfurth, Deutschland, 2007